# Turniej o Srebrny Kask 1978
Turniej o Srebrny Kask 1978 w sporcie żużlowym - coroczny turniej żużlowy organizowany przez Polski Związek Motorowy. Trzynasty finał odbywał się w Opolu, gdzie wygrał Andrzej Huszcza.

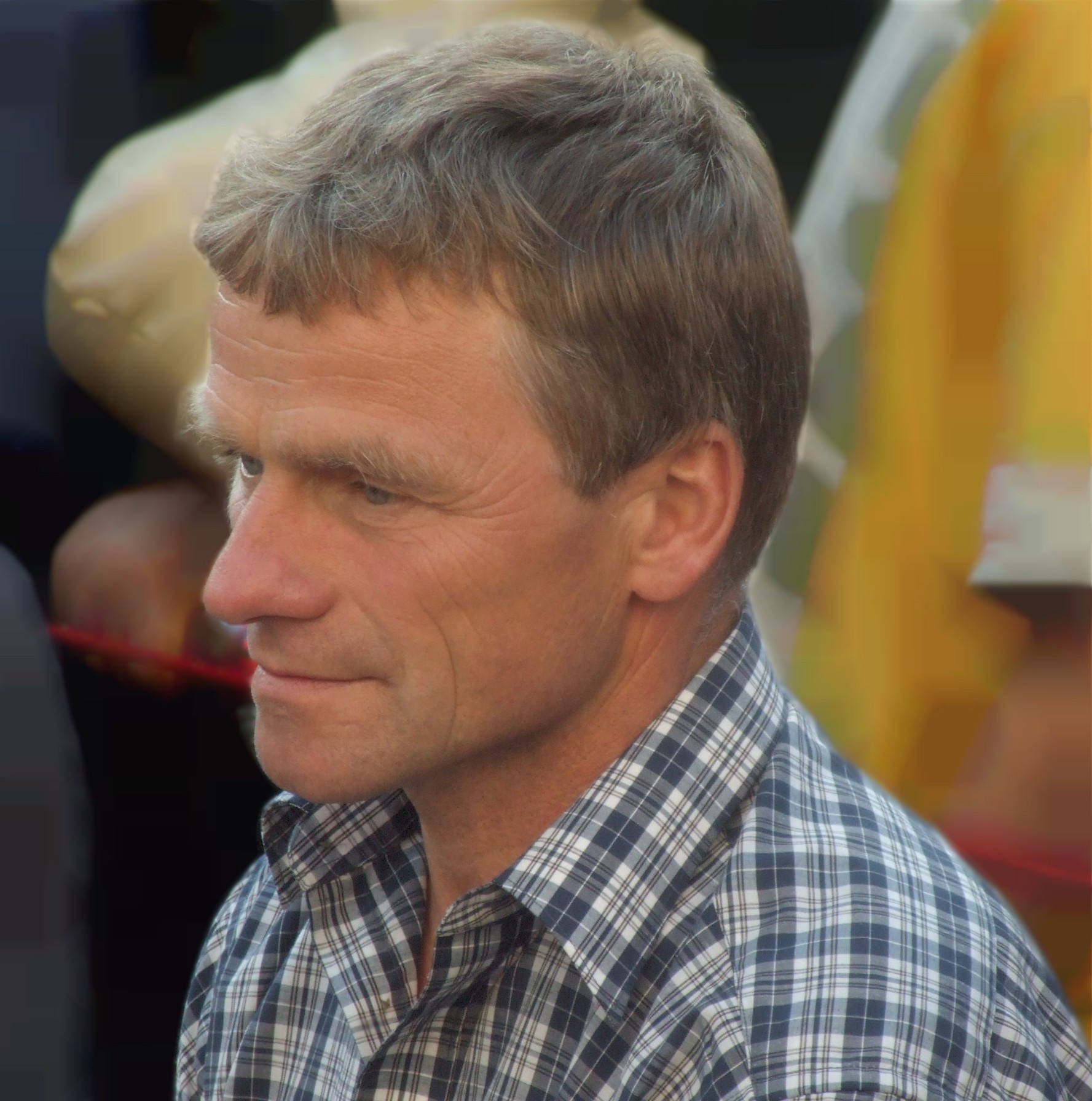
Andrzej Huszcza - zdobywca SK 1978

## Finał
- 31 sierpnia 1978 r. (czwartek), Opole

| Msc. | Zawodnik             | Klub                 | Pkt   |  |  |
| ---- | -------------------- | -------------------- | ----- |  |  |
| 1    | Andrzej Huszcza      | Falubaz Zielona Góra | 12    |  |  |
| 2    | Henryk Olszak        | Falubaz Zielona Góra | 11 +3 |  |  |
| 3    | Andrzej Marynowski   | Wybrzeże Gdańsk      | 11 +2 |  |  |
| 4    | Andrzej Surowiec     | Stal Rzeszów         | 11 +1 |  |  |
| 5    | Stanisław Turek      | Unia Leszno          | 9     |  |  |
| 6    | Wojciech Żabiałowicz | Stal Toruń           | 9     |  |  |
| 7    | Mieczysław Kmieciak  | ROW Rybnik           | 9     |  |  |
| 8    | Edward Gawełczyk     | Unia Tarnów          | 7     |  |  |
| 9    | Jan Nowak            | ROW Rybnik           | 7     |  |  |
| 10   | Bronisław Klimowicz  | ROW Rybnik           | 7     |  |  |
| 11   | Mariusz Okoniewski   | Unia Leszno          | 6     |  |  |
| 12   | Marek Ziarnik        | Polonia Bydgoszcz    | 6     |  |  |
| 13   | Krzysztof Nurzyński  | Motor Lublin         | 5     |  |  |
| 14   | Jan Puk              | Start Gniezno        | 4     |  |  |
| 15   | Ryszard Romaniak     | Stal Rzeszów         | 3     |  |  |
| 16   | Marek Makowski       | Stal Toruń           | 1     |  |  |